# لامزدن، ساسکاچوان
لامزدن، ساسکاچوان (به انگلیسی: Lumsden, Saskatchewan) یک منطقهٔ مسکونی در کانادا است که در ساسکاچوان واقع شده‌است. لامزدن ۱٬۸۲۴ نفر جمعیت دارد.